# Comté de Jefferson (Washington)
Pour les articles homonymes, voir Jefferson et Comté de Jefferson.
Le comté de Jefferson (en anglais : Jefferson County) est un comté de l'État américain de Washington. Il est situé dans le nord-ouest de l'État, dans la péninsule Olympique. Son siège est Port Townsend. Selon le recensement de 2010, sa population est de 29 872 habitants.

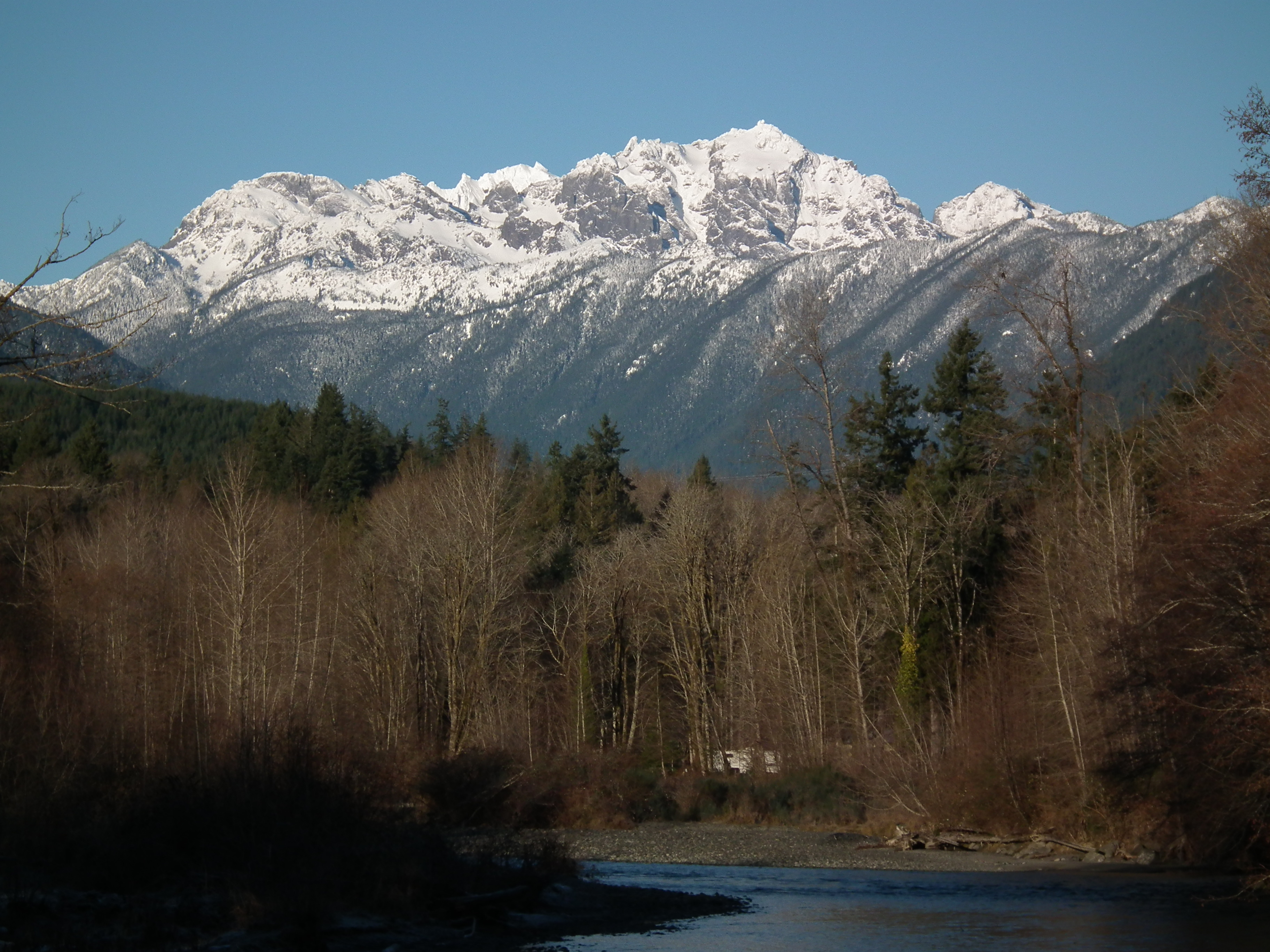
Mont Constance et rivière Dosewallips.
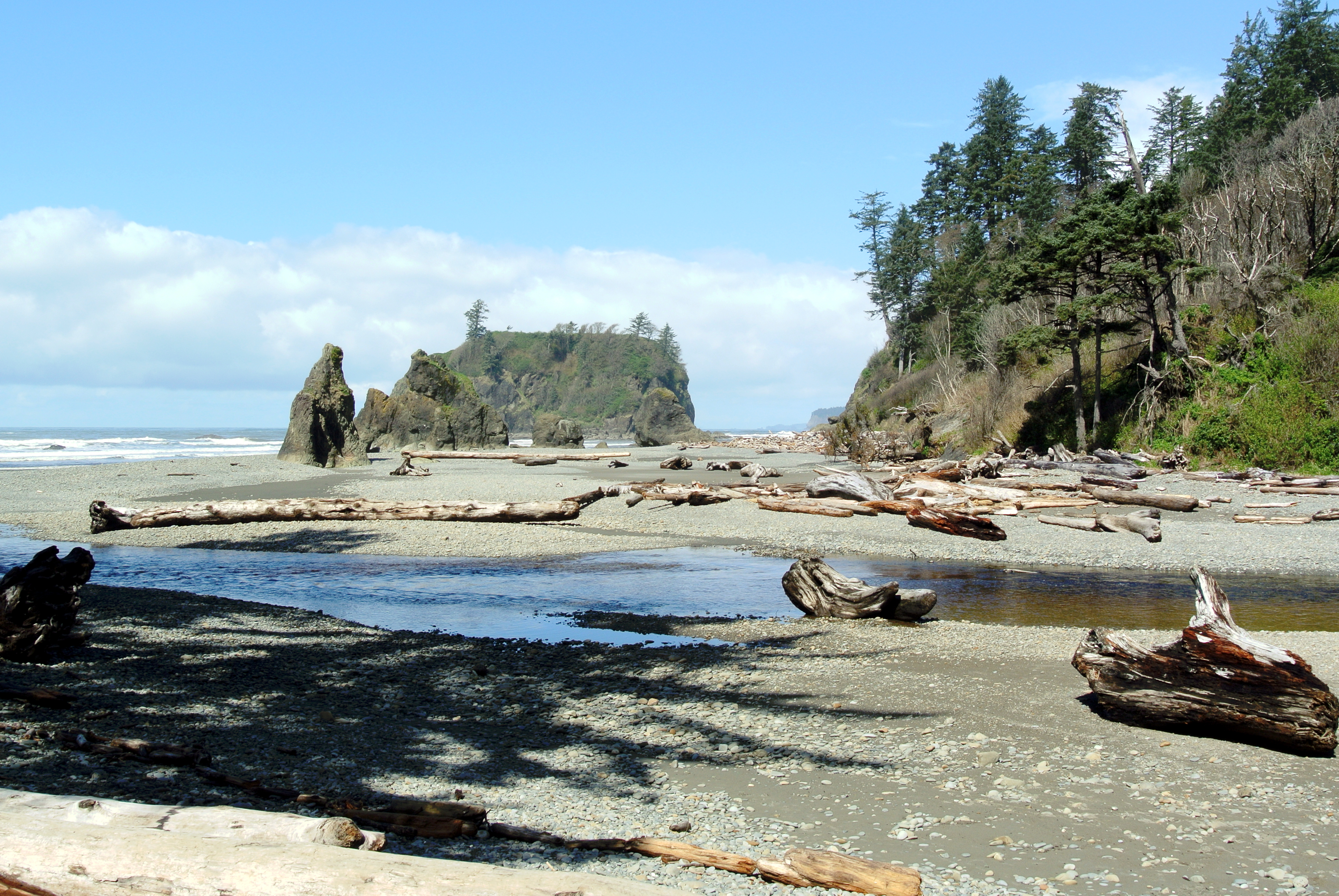
Ruby Beach.
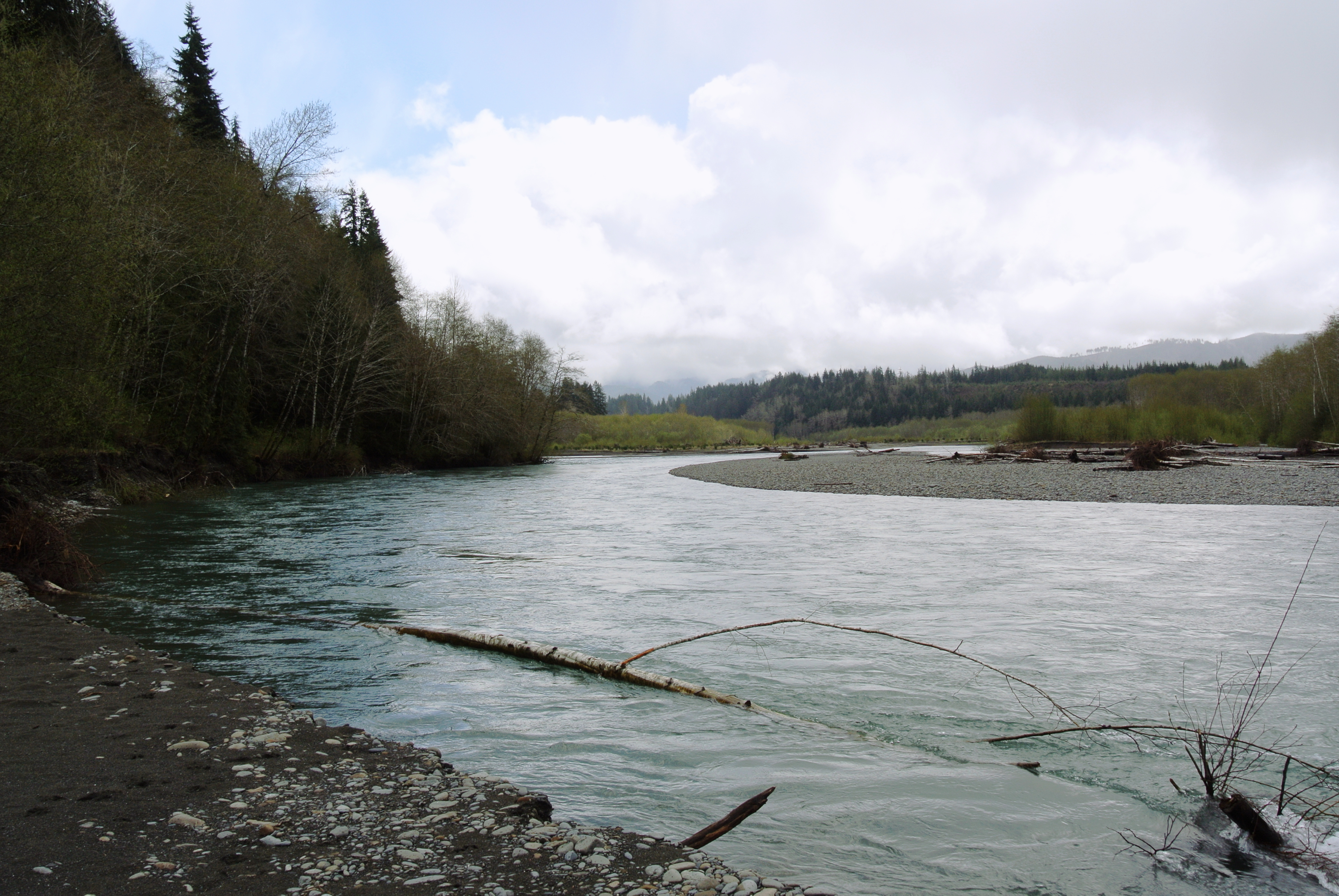
Rivière Hoh.
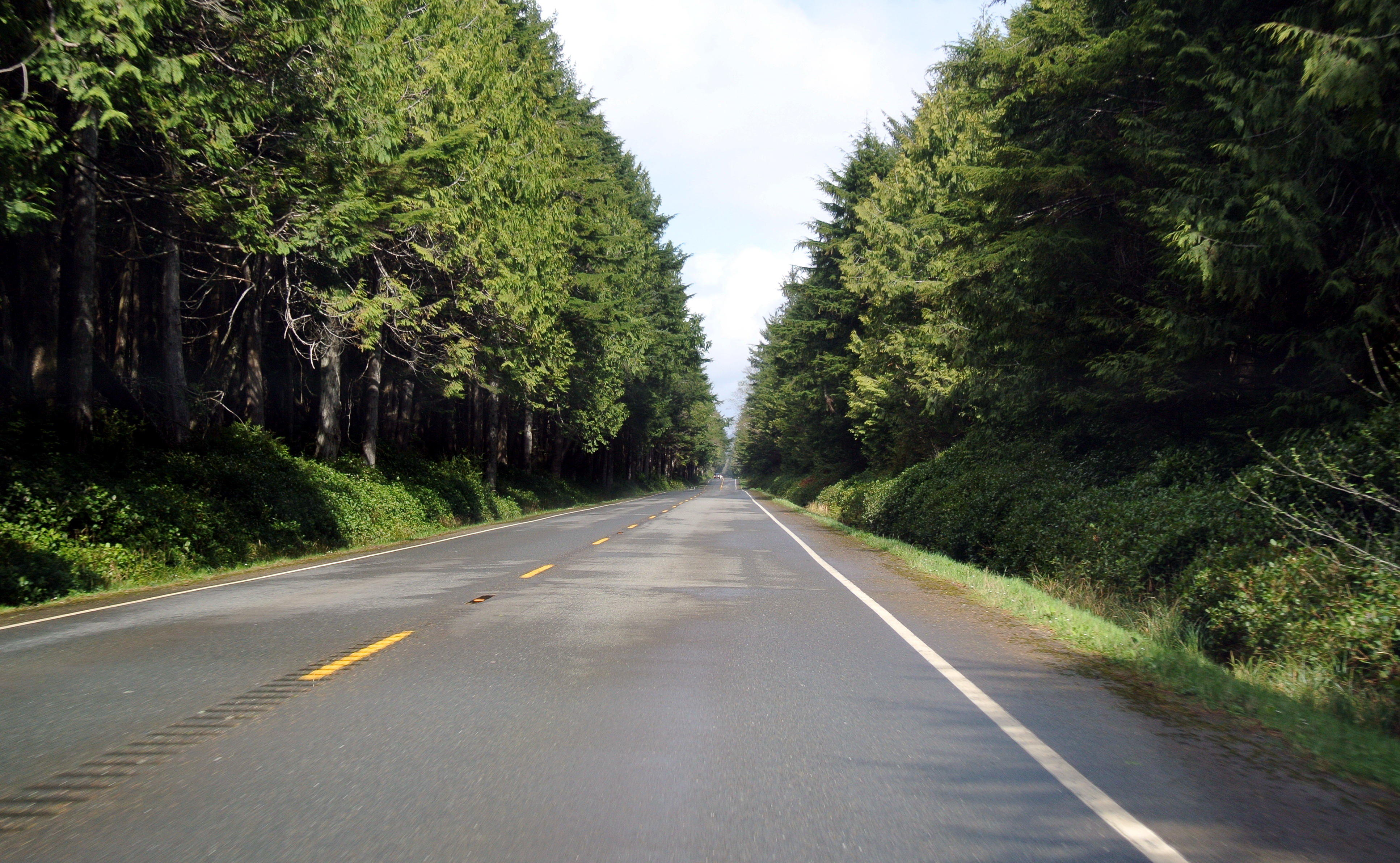
US Route 101.
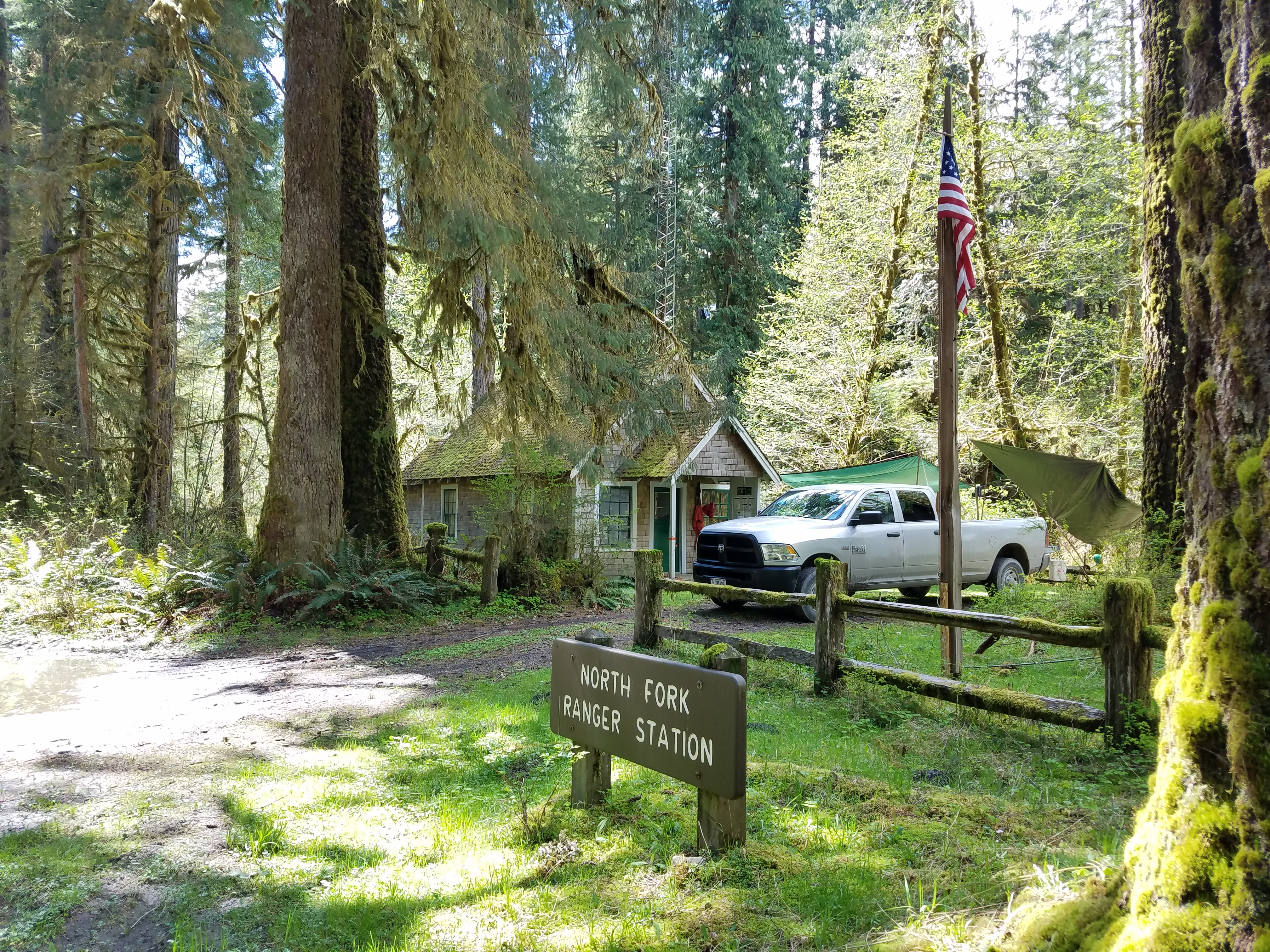
North Fork Quinault Ranger Station.

## Géolocalisation
| Comté de Clallam      |                    | Comté d'Island                 |
|                       | Comté de Jefferson |                                |
| Comté de Grays Harbor |                    | Comté de Kitsap Comté de Mason |